# 愛川欽也
愛川 欽也（あいかわ きんや、本名：井川 敏明（いかわ としあき）、1934年〈昭和9年〉6月25日 - 2015年〈平成27年〉4月15日）は、日本の俳優・声優・タレント・司会者・ラジオパーソナリティ・エッセイスト。愛称はキンキン。
東京府東京市豊島区巣鴨（現：東京都豊島区巣鴨）出身。俳優座、劇団三期会を経て、最終所属先は愛川企画室（個人事務所）。身長168cm、体重72.5kg。妻はタレントのうつみ宮土理。「おまっとさんでした」の名ゼリフで著名。

## 生涯

### 生い立ち
東京・巣鴨で生まれ育った後、中学時代に埼玉県大宮市（現：さいたま市）へ転居。埼玉県立浦和高等学校に入学。高校在学中に演劇にのめり込み、俳優を志すようになる。浦和高校を中退後、1954年俳優座養成所（3期生）に入所。1956年、俳優座卒業と同時にホームドラマでドラマ初出演。この時の役が、最後には更生して真面目に生きていく不良少年の役で、その役名が「愛川欽也」だった。本人は「あの少年の役が好きだったし、何かピンと来るものがあった」ということで、この役名をそのまま自分の芸名としてもらうことにしたという。
最初の結婚で、1958年に長男（俳優の井川晃一）、1960年に長女（佳村萠）をもうけている。

### 声優活動
1962年より、アメリカのテレビドラマ『ルート66』で主役のマーティン・ミルナーの吹き替えを行い、同ドラマは人気番組となる。役柄の設定から、当時の業界では「班長」というあだ名をつけられ、声優業にも意欲的に活動し、ジャック・レモンの吹き替え や『いなかっぺ大将』でのニャンコ先生役などは広く知られている。
1996年、宮内幸平の後任として映画『ドラゴンボール 最強への道』の亀仙人役を演じ、声優として17年ぶりの復帰となった。

### 司会者としてのブレイク以降
1971年より深夜番組『パックインミュージック』でパーソナリティとなり、若者を中心に人気を得る。このときより、「キンキン」の愛称が一般に定着した。深夜番組『11PM』の司会を大橋巨泉とともに1974年から1986年3月まで長年にわたり務め、司会者としての人気を確固たるものにした。
1972年、松下電器産業（現：パナソニック）のラジカセ「MAC」のCMにDJ役で出演、彼が発した「あんた、松下さん?」のフレーズは流行語になった。
1975年、満艦飾の長距離トラック運転手を主人公とした映画を企画し持ち込む。これが東映のドル箱シリーズとなった『トラック野郎』（監督：鈴木則文）。菅原文太と共演し、相棒・やもめのジョナサンこと松下金造役を演じ、空前の大ヒットとなり、1979年までに全10作が製作・公開された。
1976年、自らの企画でホームレスの男を演じた東映の喜劇映画『キンキンのルンペン大将』（監督：石井輝男）で映画単独初主演を果たした。
1976年、同じ昭和9年（1934年）生まれの長門裕之、坂上二郎、藤村俊二らと共に芸能人の親睦団体『昭和九年会』を結成。愛川は長門とともにその発起人となった。

### うつみ宮土理との出会い、そして結婚
二人は、1972年10月から1974年6月までコンビDJをした『きんきんケロンパ歌謡曲』にて出会い、1975年に放送開始し、愛川の司会者としてのレギュラーの一つだった昼のバラエティ番組『シャボン玉こんにちは』でも共演し親交を深めた。
1978年には、前妻と離婚し、その翌日にうつみと再婚した。うつみとは生涯長くコンビを組んだ が、二人の間に実の子供はもうけられなかった。

### 司会者としての更なる躍進
1981年に開始した『なるほど!ザ・ワールド』に司会に抜擢され、ここで愛川はまたも大ブレイクした。
その後1995年に『出没!アド街ック天国』が開始され、初代司会者となる。以来不定期に放送される『土曜ワイド劇場 西村京太郎トラベルミステリー』と同じ時間に見られるようになった（2012年1月放送の第57作まで）。土曜ワイドでは『横溝正史の吸血蛾』（1977年）にて名探偵金田一耕助を演じるが、愛川金田一はこの1作となっている。
2000年10月、愛川の下に集まった後輩の俳優たちと共に「劇団キンキン塾」を結成。2001年11月に旗揚げ公演を行い、以降年1回のペースで本公演を上演する。以降、劇団をベースに舞台公演・自主映画製作を行い、プロデュース・脚本・演出・音楽を全て自ら手がける。
2009年6月、私財を投じて建設した小劇場「キンケロ・シアター」を東京都目黒区青葉台にオープンさせた。劇団キンキン塾の活動拠点となる他、自主製作の映画なども上映する。
2009年12月1日、全日本空輸がかつての塗装デザインであるモヒカン塗装を1機に復刻させて運航を開始した際に羽田空港での出発式にうつみと共に招かれた。
2012年3月6日、3月で放送終了する『パックインジャーナル』の後継番組を放送するために、愛川企画室の製作・管理によるウェブ放送局「kinkin.tv（キンキン・ドット・ティーヴィー）」を開局することを発表した。
2014年、『出没!アド街ック天国』での司会が「世界最高齢の情報番組司会者」としてギネス世界記録に認定された。

### 晩年・死去
- 2015年3月に入り、長年出演してきた『出没!アド街ック天国』の司会を、放送1000回目となる2015年3月7日放送分（2月4日に収録）を以て急遽降板した[11]。当該放送分では愛川は降板についてコメントしなかった[12]。
  - その次の放送回（2015年3月14日放送分）では、峰竜太が司会を代行。薬丸裕英らが「愛川さんはどうしたのか?」と質問すると、サブMCの須黒清華テレビ東京アナウンサーが「放送1000回を機に、愛川さんはバカンス中です。」と説明した。その後、3月28日放送分の終盤部分にてVTRで登場し、自身の降板に関して正式なコメントを発した[13]。そして正式な後任は20th Century・井ノ原快彦に決定した。
- また、「kinkin.tv」での自身のレギュラー出演番組においても、「愛川欽也パックインラジオTV」を2015年1月で終了させ[14]、「愛川欽也パックインジャーナル」の出演も、2015年3月21日付の配信では出演していたが、3月28日付の配信で「風邪をひき、大事を取って」という理由で欠席、4月3日も欠席した。4月6日には[11]、「kinkin.tv」の放送全体を「大変心苦しく申し訳ない気持ちで一杯ですが、諸事情のため、継続することができません」と同日の放送をもって終了することを発表、完全閉鎖となった。
- アド街ック天国の突然の降板以降、愛川の体調不安説のゴシップ報道が流れ始めるが、2015年3月30日のフジテレビの番組『ノンストップ!』にて、妻のうつみがVTR出演した。そのVTR中で、うつみはその場で愛川に電話をかけ、お互い何も変わった素振りも見せずに日常の会話を交わし一連の報道を否定してみせた。後日4月17日放送にて、このVTR収録が3月27日に行われたとの説明があった[15]。
- 2015年4月15日午前5時11分、肺がんのため東京都内の自宅で死去。満80歳没（享年82）。4月17日に所属事務所から正式に発表された。2014年冬に体調の不安を訴え検査したところ肺がんであることが判明したが、本人の希望で自宅療養を行い、最後まで仕事復帰する可能性に懸け病状を伏せていたという[3][16]。なお、死亡前は愛人宅に居住していたためスキャンダルとなったが、葬儀は妻であるうつみ主導で執り行われた。
  - なお死去した4月15日は、奇しくも愛川が長年司会を務めた『出没!アド街ック天国』が20年前（1995年）に放送を開始した日でもあった。4月18日放送分の『出没!アド街ック天国』のスタッフロールが流れた後、右手を上げて笑顔の愛川の静止画と共に、「前宣伝本部長 愛川欽也さん 4月15日永眠」、「心よりご冥福をお祈りいたします。20年間ありがとうございました。」とテロップが表示された[17]。
  - テレビ朝日では過去の愛川の追悼プログラムとして「三橋十津川・愛川カメさん」時代の土曜ワイド劇場版・西村京太郎トラベルミステリーシリーズを地上波で連続放映。また、同年7月からCS放送のテレ朝チャンネルで不定期・順不同で集中放映している。
- 愛川の死は芸能界に大きな衝撃を与え、スポーツ新聞各紙は彼の訃報を大きく伝えた他、読売新聞、産経新聞は1面コラムで彼の業績を讃えた。また『アド街』で共演した峰竜太[18] と薬丸裕英[19] や公私ともに親交の深かった美川憲一、和田アキ子[20]、松方弘樹[21]、神田うの[21] らが追悼のコメントを寄せた。
- 愛川の死を受け、TBSラジオは5月10日23時より特別番組を放送した[22]。
- 四十九日が過ぎた6月4日、グランドプリンスホテル新高輪にて「愛川欽也を偲ぶ会」が開催された。親交の深かった約700人が参列し、大橋巨泉が弔辞を述べた[23]。
- また、一般のファンに対しては6月6日と7日に「中目黒キンケロ・シアター」にて「愛川欽也の思い出展示会」が開催された。一般向けの献花台の設置や各種思い出の品々が展示された他、愛川の第1回目監督映画「さよならモロッコ」の上映が行われた。
- 同年7月15日、東京都内の納骨堂に納骨された[24]。
- 一方、愛川が主宰していた「劇団キンキン塾」は、2月末のアトリエ公演以降休眠状態になっていたが、10月に追悼公演を行った。2016年現在も活動を続けている。
- 10月10日放送の『なるほど!ザ・ワールド2015秋』のラストに、「愛川欽也さん 1981年から15年間 なるほど!ザ・ワールド 司会を務める」、「心よりご冥福をお祈りいたします」と、追悼映像が放送された。

## 人物
- 自身が主宰する『劇団キンキン塾』所属の女優である任漢香（にん かんか）と長年にわたり愛人関係にあった[25]。愛川は任を「20年に1人の天才」と評価し、映画・テレビ・舞台で重用し続けた。2007年4月に愛川と任の不倫報道が出たが、妻のうつみは「あんたカッコいいじゃん」と擁護した[26]。晩年の愛川はうつみの元を離れ任と同居していたが、体調不良により入院。この際、うつみが強引に退院させ自宅に引き取った。愛川はそのまま自宅で死去したが、葬儀はうつみ主導で執り行われ、任は参列を拒絶された[27]。葬儀の後、任はキンキン塾を脱退し、同じキンキン塾の脱退者である岩澤亮司とともに「劇団415」を結成し女優業を続行している。
- 1983年、三波伸介の急死により『笑点』の新春特番の1コーナーで司会を務めそのまま正式に司会就任を要請されるが、「大勢の落語家さんを相手にとても司会なんかできない」と辞退し、5代目三遊亭圓楽が就任した。なお、この司会の時には手が震えていた、と、収録時に隣にいた桂歌丸が『笑点 大博覧会 DVD-BOX』内で話している。
- 同年には第13回参議院議員通常選挙出馬中の水野晴郎の代役として、彼の復帰まで短い間だったが、『水曜ロードショー』の解説を担当。「ようこそ僕の映画の部屋へ」というフレーズを使っていた。また『刑事コロンボ』を放送する際には、コロンボのトレードマークであるトレンチコートを着用したが、あまり評判はよくなかった。
- 1996年まで放送されていた『なるほど!ザ・ワールド』にて、コンビを組んだ楠田枝里子との身長差をカバーするために、楠田が椅子に掛け愛川が立ったまま、というスタイルが編み出される。
- 過去に3つのレストランを経営。しかし、たこ焼きをアレンジした「アメリカンボール」など、時代を先取りしすぎたのか全て3か月で倒産（業界用語では「1クール倒産」。他に天丼屋「天欽」といった普通の店も出していた）しており、多額の債務を背負ったがその後完済した。
- 『出没!アド街ック天国』での司会の経験からか、街づくりに対する愛川なりの想いがあり、『東京新聞』の「わが街わが友」と題する愛川の随筆では、画一的なニュータウンもよいが、街ごとの香りが感じられる街に愛着を抱く様子が書かれていた。また『出没!アド街ック天国』のスタッフには「街を作るのは、建物じゃなく人なんだ」と力説していたという[28]。
- 女優でタレントの榊原郁恵とはアイドル歌手時代から親交があり、1987年に俳優の渡辺徹との結婚式では仲人を務めた。
- タレントの神田うのとも親交があり、2007年10月8日の挙式にも夫婦で出席した。
- 『世界ビックリ大賞』で巨乳の女性が登場するコーナーの前振りとして「目の保養」という言葉を使用したことでも有名。
- 過去、革新自由連合結成大会の企画委員会に参加。政治討論番組で公明党に批判的な意見を発したこともある。
- 自身が司会を務める番組『パックインジャーナル』においては、時に戦時中の学童疎開の話も引き合いに出しながら、リベラルな立場からの発言を続けた。
- 愛川が司会をしていた『リブ・ヤング!』に出演し、TVデビューを果たしたロックバンド・キャロルだが、そのメンバーだった矢沢永吉を、愛川が機転と配慮でベスト・リーゼントに選んだことが、その後、バンド内ではっきりと決められていなかったリーダー＝矢沢という認識を強める事になり、何かと注目されるきっかけを作ったという可能性を、同じくメンバーだったジョニー大倉が自身の著書で述べている[29]。

## 受賞
- 2000年度ナイス・カップル賞（夫妻で受賞）
- 2014年9月、「情報テレビ番組の最高齢の現役司会者」としてギネス世界記録に認定[30]（『出没!アド街ック天国』番組内にて、ギネス公認委員立会の元で認定書贈呈）[31]

## 出演（俳優）

### テレビドラマ
- 白い牙 第13話「トランペットは子守唄がお好き」（1974年、日本テレビ）
- ちんどんどん（1975年、日本テレビ）
- フライパンの唄（1975年、TBS）
- 銀河テレビ小説 （NHK総合）
  - 雨やどり（1975年） - 主演・仙田 役
  - 下町探偵局（1984年） - 主演・下町 役
- いごこち満点（1976年、TBS） - 鈴山礼吉 役
- 大河ドラマ（NHK総合）
  - 花神（1977年） - 嘉蔵 役
  - 峠の群像（1982年） - 飛脚屋伝平  役
  - 元禄繚乱（1999年） - 大石頼母助 役
- 二十五年目の顔（1977年7月14日、NHK総合） - 品川太一郎 役
- 俺たちゃ・なんだい!（1977年、TBS）
- 東京メグレ警視シリーズ（1978年、テレビ朝日） - 主演
- ドラマ人間模様「僕は12歳」（1979年、NHK総合）
- 連続テレビ小説（NHK総合）
  - マー姉ちゃん（1979年） - 田河水泡 役
  - ほんまもん（2001年、NHK）
- ご近所の星（1979年、フジテレビ）
- 見知らぬ恋人（1979年、テレビ朝日）
- NHK特集 いも男爵と蒸気自動車と（1979年、NHK総合）
- ドラマ人間模様（NHK総合）
  - 愛を病む（1980年） - 誠一郎 役
- 気になる天使たち（1981年、フジテレビ）
- おやじの台所（1981年、テレビ朝日） - 徳大寺亮吉 役
- だから青春 泣き虫甲子園（1983年、NHK総合）
- セーラー服反逆同盟 第1話「悪の巣、黒鳥学園!」第2話「熱き!4人の誓い」（1986年、日本テレビ） - 特別出演
- 金曜ロードショー 湯けむり行進曲 ぼたんとリボン（1986年、日本テレビ）
- 水曜グランドロマン 私の心はパパのもの（1988年11月30日、日本テレビ） - 小沼陽平 役
- 街 男と女のミステリー（1989年 - 1991年、フジテレビ） - 牛尾正直 役
- ル・マンへ熱き涙を（1992年、テレビ朝日） - 安西亮一 役
- 金曜ドラマシアター 事件（1992年、フジテレビ）
- 北山一平アイラブ人生(1994年)
- 月曜ドラマスペシャル一色京太郎事件ノート（1995年 - 1998年、TBS） - 村越誠治 役
- はみだし刑事情熱系（1996年・1997年、テレビ朝日） - 徳丸謙二郎警視正 役
- 寺子屋ゆめ指南（1997年、NHK総合）
- 渡る世間は鬼ばかり（1998年・2000年・2002年・2004年・2006年・2008年、TBS） - 神林清明 役
- 空への手紙（1999年、TBS） - 波田野海人 役
- 愛をください（2000年、フジテレビ）
- 女優・杏子（2001年、フジテレビ） - 香月裕次郎
- 平岩弓枝のお美也（2002年、NHK総合）
- 新・愛の嵐（2002年、東海テレビ / 泉放送制作） - 山海和尚 役
- 女と愛とミステリー（テレビ東京）
  - 夏樹静子サスペンス「死刑台のロープウェイ」（2001年7月） - 吉富静男 役
  - 修善寺温泉殺人事件（2002年、テレビ東京） - 夏目邦雄 役
  - 窓際信金マンの事件簿（2002年1月、テレビ東京） - 大西広三 役
  - 窓際信金マンの事件簿2（2004年6月、テレビ東京） - 大西広三 役
  - 人情刑事・宮本清四郎（2005年3月） - 宮本清四郎 役
- 月曜ミステリー劇場（TBS） - 楠銀平 役
  - 税理士楠銀平の事件帳簿 消えた遺言書（2003年3月3日）
  - 税理士楠銀平の事件帳簿2・領収書は語る（2004年11月15日）
- 昨日の友は今日の敵?（2004年、NHK総合）
- 水曜ミステリー9
  - ハマの子宝先生 24時殺意の産声（2006年7月12日、テレビ東京）
  - トラベルライター 榊佑子の殺人紀行（2008年1月30日、テレビ東京） - 榊隆則役
- 家族善哉（2006年 - 2007年、TBS系）
- 土曜ワイド劇場（テレビ朝日）
  - 名探偵・金田一耕助（1977年） - 金田一耕助 役
  - 西村京太郎トラベルミステリー（1981年 -2012年） - 亀井定夫 役
  - 美人殺しシリーズ（1981年〜1997年） - 相田古志郎 役
  - 実年素人探偵とおんな秘書の名推理（1986年〜1993年） - 浅村志摩男 役
  - 時効を待つ女（1989年） - 八ツ橋明彦 役
  - 夜の街殺人事件（1992年〜1993年） - 桑名草介 役
  - 復讐法廷（1997年）
  - 火の粉（2005年） - 梶間勲 役
  - 家政婦は見た!（2006年） - 花山栄 役

### 映画
- 縞の背広の親分衆（1961年、東京映画）
- さよならモロッコ（1974年）
- トラック野郎シリーズ（1975年-1979年、東映） - やもめのジョナサン（松下金造） 役
  - トラック野郎・御意見無用（1975年）
  - トラック野郎・爆走一番星（1975年）
  - トラック野郎・望郷一番星（1976年）
  - トラック野郎・天下御免（1976年）
  - トラック野郎・度胸一番星（1977年）
  - トラック野郎・男一匹桃次郎（1977年）
  - トラック野郎・突撃一番星（1978年）
  - トラック野郎・一番星北へ帰る（1978年）
  - トラック野郎・熱風5000キロ（1979年）
  - トラック野郎・故郷特急便（1979年）
- キンキンのルンペン大将（1976年、東映）
- 春男の翔んだ空（1977年） - 白石先生 役
- 喜劇役者たち　九八とゲイブル（1978年、松竹） - 芸利九八 役
- 二百三高地（1980年） - 卯吉 役
- 野菊の墓（1981年） - 戸村新吉 役
- 北斎漫画（1981年） - 歌麿 役
- 大日本帝国（1982年） - 小川金作 役
- 地平線（1984年） - 大森 役
- ロケーション（1984年） - 金蔵 役
- あなただけグッドナイト あゝ伝次郎（1985年、イーグルズ・カンパニー）
- 龍飛岬（1988年）
- 極道の妻たち 決着（1998年）
- 私の心はパパのもの（1992年6月13日公開、監督：大林宣彦） - 小沼陽平 役
- いつかA列車に乗って（2003年） - 志賀 役
- 同窓會（2004年） - 松元勝洋 役
- この胸いっぱいの愛を（2005年） - 青木保 役

## 出演（声優）
※太字は、メインキャラクター。

### 吹き替え

#### 担当俳優
オーディ・マーフィ
- 地獄の戦線（1968年、オーディ・マーフィ）※NET版
- 夜の道（1968年、ウティカ・キッド）※NET版
- 許されざる者（1968年、キャッシュ・ザカリー） ※NET版
- 抜き射ち二挺拳銃（不明、ルーク・クロムウェル / シルバー・キッド）

ケネス・モア
- 三十九階段（1970年、リチャード・ハネー） ※TBS版
- 北西戦線（不明、キャプテン・スコット）

ジャック・レモン
- お熱いのがお好き（1967年、ジェリー / ダフネ）※NET版
- アパートの鍵貸します（1968年、C・C・バクスター）※NET版
- 媚薬（1970年、ニッキー・ホルロイド） ※NET版
- 海の荒くれ（1970年、トニー） ※TBS版
- ちょっとご主人貸して（1970年、サム・ビッセル） ※NET版
- ヤムヤム・ガール（1971年、ホーガン）※TBS版
- ミスタア・ロバーツ（1971年、パルバー少尉） ※NHK版
- あなただけ今晩は（1972年、ネスター・パトゥー） ※NET版
- 女房の殺し方教えます（1972年、スタンレー・フォード） ※NET版
- グレートレース（1974年、フェイト教授 / 皇太子ハプニック）※NET版
- ミスタア・ロバーツ（1974年、パルバー少尉）※NET版
- カウボーイ（1975年、フランク・ハリス）※フジテレビ版
- おかしな夫婦（1977年、ジョージ・ケラーマン） ※東京12ch版
- お熱い夜をあなたに（1978年、ウェンデル・アームブラスター・ジュニア）※TBS版
- フロントページ（1980年、ヒルディ・ジョンソン） ※フジテレビ版
- あなただけ今晩は（1983年、ネスター・パトゥー） ※TBS版

ジーン・ケリー
- 魅惑の巴里（1970年、バリー・ニコルス）※NHK版 
- 雨に唄えば（1971年、ドン・ロックウッド）※NHK版

レッド・バトンズ
- 気球船探険（1970年、ドナルド・オシェー）※NET版
- 偽将軍（不明、チャン・ダービー）

ロバート・ドライヴァス
- 逃亡者　※TBS版
  - 第31話『再審への道』（1965年、リー・グールド）
  - 第93話『病める鷹』（1966年、ロジャー・ローランド）

#### 映画
時期不明
- 遊星よりの物体X（ボブ〈デウェイ・マーチン〉）

1964年
- ララミー砦 （見張り）※日本テレビ版
- 西部の無法男（グレン・ララビー〈ノア・ビアリー・Jr〉） ※日本テレビ版
- ノックは無用（アナウンサーの声〈チャールズ・J・コンラッド〉）※日本テレビ版
- 激戦モンテカシノ（オーバーイェーガー・カール・クリスチャン〈ディーター・エップラー〉）※日本テレビ版
- よろめき休暇（ヘンドリックス〈ウィリアム・ピップス〉） ※日本テレビ版
- 讃美歌と拳銃（神父〈ミッキー・ルーニー〉） ※日本テレビ版
- コロラドの急襲（キッド〈ベン・クーパー〉） ※日本テレビ版
- 二重の危機 （サム・バゴット〈ロバート・アームストロング〉）※日本テレビ版

1966年
- 見知らぬ乗客（ガイ・ヘインズ〈ファーリー・グレンジャー〉）※NET版

1967年
- バス停留所（ボー・デッカー〈ドン・マレー〉） ※NHK版

1969年
- 四時の悪魔（ハリー〈フランク・シナトラ〉）※TBS版
- 禁断の惑星（クック〈アール・ホリマン〉）※NET版
- 十七歳よさようなら（レナト〈ジャン・ソレル〉） ※NHK版

1970年
- アロウヘッド（ビル・ノース〈ブライアン・キース〉）※東京12ch版
- 第三の日（レスター・アルドリッチ〈アート・ジョンソン〉）※NET版
- ダニー・ケイの検察官閣下（ゲオルギ 〈ダニー・ケイ〉） ※TBS版

1971年
- 博士の異常な愛情（ライオネル・マンドレイク大佐〈ピーター・セラーズ〉）※NET版
- 道（綱渡り芸人〈リチャード・ベイスハート〉）※NHK版

1973年
- 脱走大作戦（ハリー・フリッグ〈ポール・ニューマン〉） ※TBS版

1977年
- 独裁者（トメニア国の独裁者アデノイド・ヒンケル/ユダヤ人の床屋〈チャールズ・チャップリン〉）※TBS版
- パピヨン（ルイ・ドガ〈ダスティン・ホフマン〉）※テレビ朝日版

1993年
- ルコナ号沈没の謎を追え!（ルーディ・ヴァルツ〈デヴィッド・スーシェ〉） ※NHK版

1994年
- ラジオ・デイズ（ジョーの声 / ナレーション〈ウディ・アレン〉） ※NHK版

#### ドラマ
時期不明
- OK捕虜収容所
- トワイライト・ゾーン ※TBS版 
  - 第76話『魔書と南軍』（ドージェ〈ベン・クーパー〉）
  - 第94話『悪意の果て』 （ホール〈リンデン・チルズ〉）
  - 第105話『幻の谷間』（フィリップ・レッドフィールド〈エド・ネルソン〉）
  - 第140話『女性にご用心』 （ジェームス・エルウッド〈ウォーリー・コックス〉）

1962年
- ルート66（トッド・スタイルズ〈マーティン・ミルナー〉）※フジテレビ版

1964年
- バークにまかせろ（1964年 - 1965年、ヘンリー〈レオン・ロントック〉）※日本テレビ版
- アウター・リミッツ ※NET版
  - 第5話『狂った進化』 (グウィリム・グリフィス〈デヴィッド・マッカラム〉)

- 原子力潜水艦シービュー号 （1964年 - 1965年、チップ・モートン副長〈ロバート・ダウデル〉) ※NET版

1965年
- ローハイド ※NET版
  - 第147話『盗まれた権利書』(エルウッド・ギルロイ〈ディック・ヨーク〉）※NET版

- 逃亡者　※TBS版
  - 第49話『狂ったリズム』（ダン・ホルト〈マーク・ゴダード〉）

- 0011ナポレオン・ソロ ※日本テレビ版
  - 第20話『猛犬にご注意』（グイド・パンジーニ〈パット・ハリントン・Ｊｒ〉

1966年
- 0011ナポレオン・ソロ ※日本テレビ版
  - 第56話『騎士道大作戦』（アーティ・キング〈ドン・フランクス〉

- FBIアメリカ連邦警察 ※TBS版
  - 第30話『略奪者たち』（フランク・コリンズ〈ドン・クワイン〉）
  - 第43話『汚染者』（ドッド〈ジョージ・ブレンリン〉）

- かわいい魔女ジニー（1966年 - 1968年、〈初代〉ロジャー・ヒーリー少佐〈ビル・デイリー〉） ※NET版
- ラット・パトロール （1966年 - 1967年、タリー・ペティグルー二等兵〈ジャスティン・タール〉）日本テレビ版

1967年
- スパイ大作戦 ※フジテレビ版
  - 第2話『売国奴を粛清せよ』（モニター係、警官〈ジョン・マグナッソン〉）
  - 第4、5話『刑務所突破大作戦』 （警備兵）
  - 第10話『戦慄のスパイ養成所』（ロジャー・リー〈ジョージ・タケイ〉）

- FBIアメリカ連邦警察 ※TBS版
  - 第47話『突入』（ジョージ・アーマー〈ルディ・ソラーリ〉）
  - 第61話『恐喝者』（ウェイン・リム〈ウェイン・ロジャース〉）

1968年
- 0011ナポレオン・ソロ ※日本テレビ版
  - 第74話『同士コズロフ議長』（フェレンツ・ピフニック〈レオニード・キンスキー〉

- スパイ大作戦 ※フジテレビ版
  - 第49話『第三の町』（ウィリアム〈エディ・ライダー〉）

- 奥さまは魔女 ※TBS版
  - 第137話『宇宙人あらわる』（オービス〈スティーヴ・フランケン〉）

1969年
- おかしなおかしな女の子（ティモシー・ティミー・ブレア〈ピーター・カストナー〉）※TBS版
- プリズナーNo.6 ※NHK版
  - 第17話『終結』（No.48〈アレクシス・カナー〉）

1970年
- 幽霊探偵ホップカーク（マーティ・ホップカーク〈ケネス・コープ〉）※フジテレビ版
- やったぜ!ハックの大冒険（ナレーター）
- スパイ大作戦 ※フジテレビ版
  - 第93話『王家の血』（ロゼック少佐）

1996年
- シカゴ・ホープ（1996年 - 1998年、フィリップ・ウォッターズ医師〈ヘクター・エリゾンド〉） ※テレビ朝日版

#### アニメ
1964年
- リッピーとハーディー （ハーディー 〈メル・ブランク〉）※日本テレビ版

1967年
- スーパースリー （1967年 - 1968年、マイト〈ドン・メシック〉、主題歌も担当 ）※NET版

1969年
- 宇宙わんぱく隊 （1969年 - 1970年、わんぱく隊隊長 〈クリス・アレン〉※NHK版

#### 人形劇
1964年
- 海底大戦争 スティングレイ（ジョン・フィッシャー少尉〈レイ・バレット〉、本部次官、本部高官、動力ステーション、捜索隊の声） ※フジテレビ版

1965年
- スーパーカー ※フジテレビ版
  - 第10話『あぶら絵の謎』（ジョディー・メロン〈ジョージ・マーセル〉）
  - 第23話『空飛ぶ爆弾』（ロボット〈ジョージ・マーセル〉）
  - 第31話『気の狂った科学者』（ホプキンス〈デビッド・グラハム〉）

1969年
- ジョー90（1969年）※NET版
  - 第19話『決死のスピードレース』（クルーニー二等兵〈ゲイリー・ファイルズ〉）
  - 第25話『タイガー作戦粉砕』（フォレー）

### テレビアニメ
1965年
- 宇宙エース（ヤドカリ記者）
- 鉄腕アトム (アニメ第1作)
- W3

1966年
- スーパースリー（マイト）

1967年
- とびだせ!バッチリ（チビス警部、ロバ）
- 悟空の大冒険（沙悟浄）
- ドンキッコ（ゴンベエ）
- 冒険少年シャダー（キャッ太）
- マッハGoGoGo（覆面レーサー / 三船研一）

1968年
- 妖怪人間ベム（カール）
- 怪物くん

1969年
- ハクション大魔王（石川二ヱ門半、それからおじさん）
- ムーミン
- 六法やぶれクン（やぶれクン〈代役〉）

1970年
- アタックNo.1（浜紀中コーチ 梶岡〈初代〉 ）
- いなかっぺ大将（ニャンコ先生 ）

1971年
- 新オバケのQ太郎（ヒョーロク）
- 珍豪ムチャ兵衛

2001年
- バンパイヤン・キッズ（ナンチアーテ伯爵）

### 劇場アニメ
1968年
- ピノキオの宇宙大冒険（キツネ）

1969年
- 長靴をはいた猫（殺し屋猫のボス ）

1979年
- くるみ割り人形（死刑執行人）

1996年
- ドラゴンボール 最強への道（亀仙人）

### 人形劇
1963年
- 伊賀の影丸（1963年 - 1964年）

1964年
- ひょっこりひょうたん島（1964年 - 1969年、ハガキ）

1967年
- ダットくん（1967年 - 1969年、コダマ）

1969年
- とんちんこぼうず（1969年 - 1971年、親ねこ）

1970年
- ネコジャラ市の11人（1970年 - 1973年、アップル〈初代〉）

### ゲーム
2005年
- ヘビーメタルサンダー（フルーツ100）

## 出演（司会者・CM）

### インターネットテレビ
- 愛川欽也のパックインニュース（2012年4月7日〜2013年3月30日、kinkin.tv）
- 愛川欽也のパックインラジオ（2012年4月 - 、kinkin.tv）

### ニュース
- 愛川欽也 パックインジャーナル（1999年 - 2012年、朝日ニュースター）
- ニッポン大予想（1987年 - 1993年、テレビ朝日）

### ワイドショー
- 11PM（日本テレビ系） - 水曜日担当
- 23時ショー（NETテレビ(現：テレビ朝日)系）
- 愛川欽也のサンデーPM（MXテレビ(現：TOKYO MX)）

### ラジオ
- パックインミュージック（TBSラジオ）
- キンキン・ケンケンのTBS それ行け!歌謡曲（TBSラジオ）
- 欽也一夜物語（TBSラジオ）
- 私立キンキン学園（TBSラジオ）
- ラジオ劇画 愛川欽也の立川文庫（ニッポン放送）
- 欽欽乃欽欽学学教室（1973年10月 - 1976年3月、ニッポン放送）
- 愛川欽也危機一髪!ラジオよひらけ!ハッピッピ（1974年10月 - 1976年3月、ニッポン放送）
- 電リク'75（文化放送）
- キンキンのサタデー歌謡ベストテン（文化放送）
- MAZDA トークタウンToday（文化放送）
- 一発逆転大放送 愛川欽也のサンデーSUPERキンキン（1994年4月17日 - 1996年3月24日、文化放送）
- ラジオ深夜便（2005年3月20日放送『NHK80周年・深夜便15周年記念スペシャル ビッグ・パーソナリティー 深夜の開放者たち』パネリスト）
- キンキンのサタデー・ラジオ（2005年10月 - 2006年3月、文化放送）
- キンキンのサンデー・ラジオ（2006年4月9日 - 2009年2月15日、文化放送）
- 小西康陽 これからの人生（2011年12月21日、NHK-FM）

### バラエティ
- おはよう!こどもショー（1965年－日本テレビ系） - ロバくん〔兄〕（番組マスコット）役（声&スーツアクター、主題歌の歌唱にも参加）
- リブ・ヤング!（1972年4月 - 1975年3月、フジテレビ） - 司会
- ブリヂストンアワー クイズオンクイズ!!（1973年4月 - 1974年3月28日、日本テレビ系）
- シャボン玉こんにちは（1975年9月 - 1978年6月、1979年7月 - 1981年3月、TBS系）
- 俺たちゃ・なんだい!（1977年、TBS系）
- 人生ゲームハイ&ロー（1979年 - 1982年、TBS系）
- 飛びだしマガジン12（1980年10月5日 - 9月28日、東京12チャンネル）
- キンキン・祐子のおじゃましまーす（1981年、TBS系）
- なるほど!ザ・ワールド（1981年 - 1996年3月、フジテレビ系）
- 変装グランプリ（1982年、1983年、1989年、日本テレビ系） - 司会担当
- おもしろ博士クイズ（1982年11月 - 1983年9月、日本テレビ系）
- 笑点（1983年、日本テレビ系） - 新春特番にて三波伸介急逝に伴う暫定司会者
- クイズ!!ラブラブジャンプ（1984年1月 - 3月、日本テレビ系）
- 愛川欽也の探検レストラン → Eat9（1984年10月 - 1988年9月、テレビ朝日）
- キンキンの歌え!新婚カンコン（1985年10月 - 1986年3月、MBS）
- グリム童話の旅（1986年、NHK）
- 金曜おもしろバラエティ 名湯!秘湯!日本の温泉ベスト101（フジテレビ、1986年10月17日）司会
- FNS番組対抗名珍場面傑作NG大賞（1986年 - 1988年、フジテレビ系）
  - FNS番組対抗NG名珍場面大賞（1989年 - 1999年、フジテレビ系）
- 木曜スペシャル・世界ビックリ大賞（日本テレビ系）
- クイズ日本昔がおもしろい（1988年、TBS系）
- 愛川欽也の不思議ミステリーツアー（1989年4月 - 1990年9月、テレビ東京系 / IVSテレビ制作） - 司会
- 花嫁するの本当ですか（1989年10月 - 1990年3月、テレビ東京系）
- 今夜は好奇心!（1990年4月 - 1994年9月、フジテレビ系） - 笠井信輔アナと。
- 爆裂!異種格闘技TV（1994年、TBS系）
- キンキンのとことん好奇心（1995年4月 - 1996年3月、テレビ朝日系）
- 出没!アド街ック天国（1995年4月 - 2015年3月、テレビ東京系）[41]
- ものまね王座決定戦（1997年 - 1998年、フジテレビ系） - 司会担当
- キンキンのコーヒーブレイク（2008年4月 - 不明、ファミリー劇場）

### 歌番組
- ベスト30歌謡曲（1972年 - 1973年、NETテレビ系）
- きんきんケロンパ歌謡曲（1972年 - 1974年、東京12チャンネル）
- 歌う新人王決定戦（1973年 - 1974年、TBS系）
- きんレモ歌謡曲まいったタヌキの大放送（1974年 - 1975年、東京12チャンネル）
- きんきんギラギラ大放送（1975年、東京12チャンネル）
- ザ・ヒットステージ（1983年、TBS系）
- 日本有線大賞（1985年 - 1989年の司会、TBS系）
- にっぽん名曲の街BEST30（テレビ東京）

### CM
- 松下電器産業（現：パナソニック）・MAC （1972年、愛川が発した「あんた松下さん?」が流行語になった）
- キンケイ食品（現：コンパスグループ・ジャパン）
- ミノルタ（現：コニカミノルタ）・SR-Tスーパー（1973年、研ナオコと共演し、愛川が発した「美人しか撮らない」が流行語になった）
- プロミス
- メリタ
- ポピー（1975年、ジャンボマシンダー『勇者ライディーン』で、父親世代向けのCMが話題に。「アカガマキンニコ」なる謳い文句が有名）
- 松田食品（現：おやつカンパニー）・ベビースターカップラーメン（1979年）
- ミツカン(土佐酢)
- 創健社（べに花一番）
- 大正製薬（パブロン<顆粒> 1979年10月-1980年）
- 小林製薬（ハッキリ、ハッキリグリーン）
- ライオン（ママクリスタ）
- 埼玉新聞（2009年12月）
- 積善社・飛鳥（鹿児島県鹿児島市の葬儀会社）・鹿児島県限定の地方CM（2009年）

## 監督作品
全作、製作・脚本・音楽・監督・主演兼任

### テレビドラマ
- 港古志郎警視シリーズ
  - 連続映画 港古志郎警視（2011年、BSフジ） - 港古志郎 役
  - 港古志郎警視（2012年、テレビ埼玉） - 港古志郎 役
  - 連続ドラマ 港古志郎警視（2014年、BS11） - 港古志郎 役

### 映画
- さよならモロッコ（1974年） - 岡田正夫 役
- 黄昏れて初恋（2007年） ※主演女優：任漢香（以降すべて）
- いつも二人（2008年）
- 昭和の紅い灯（2010年）
- 黒駒勝蔵（2012年）
- 荷風はこんな男じゃない（2013年）
- 沓掛時次郎（2014年）
- 満洲の紅い陽（2015年） ※遺作

## 書籍
- じんじろげの詩（1972年、立風書房）
- 太陽のエトランゼ（1974年、立風書房）
- 泳ぎたくない川（2004年、文藝春秋）ISBN 4-16-323040-8
- 黄昏れて初恋（2006年、あ・うん）ISBN 4-901318-49-7

## ディスコグラフィ

### シングル
| #            | 発売日      | A/B面      | タイトル               | 作詞         | 作曲         | 編曲                            | 規格品番   |
| コロムビア   | コロムビア  | コロムビア | コロムビア             | コロムビア   | コロムビア   | コロムビア                      | コロムビア |
| ------------ | ----------- | ---------- | ---------------------- | ------------ | ------------ | ------------------------------- | ---------- |
| 1            | 1973年 9月  | A面        | 村はずれ               | 愛川欽也     | 比呂公一     | 比呂公一                        | A-304      |
| 1            | 1973年 9月  | B面        | 黒の舟唄               | 能吉利人     | 桜井順       | 飯吉馨                          | A-304      |
| ミノルフォン |             |            |                        |              |              |                                 |            |
| 2            | 1974年 7月  | A面        | まいったタヌキ         | 愛川欽也     | 愛川欽也     | 京建輔                          | KA-506     |
| 2            | 1974年 7月  | B面        | いいのかな             | 奥山恍伸     | 土持城夫     | 土持城夫                        | KA-506     |
| 東宝レコード |             |            |                        |              |              |                                 |            |
| 3            | 1974年 11月 | A面        | さよならモロッコ       | 愛川欽也     | 愛川欽也     | 愛川欽也                        | AT-1081    |
| 3            | 1974年 11月 | B面        | 愛のエトランゼ         | 愛川欽也     | 愛川欽也     | 愛川欽也                        | AT-1081    |
| CBS・ソニー  |             |            |                        |              |              |                                 |            |
| 4            | 1975年 5月  | A面        | 泣く泣くかぐや姫       | 三木トリロー | 三木トリロー | 高田弘                          | SOLB-263   |
| 4            | 1975年 5月  | B面        | これが自由というものか | 三木トリロー | 三木トリロー | 高田弘                          | SOLB-263   |
| 東芝EMI      |             |            |                        |              |              |                                 |            |
| 5            | 1975年 12月 | A面        | 一番星ブルース         | 阿木燿子     | 宇崎竜童     | ダウン・タウン ブギウギ・バンド | TP-20210   |
| 6            | 1976年 5月  | A面        | うつむいて歩こう       | 菊地秀行     | 菊地秀行     | 高田弘                          | TP-20263   |
| 6            | 1976年 5月  | B面        | ルンペン・ブルース     | 奥山侊伸     | 高田弘       | 高田弘                          | TP-20263   |
| 7            | 1976年 7月  | A面        | トラック音頭           | 檪文平       | 清野友英     | 斉藤恒夫                        | TP-10033   |
| 8            | 1976年 10月 | A面        | キンキンの夢は夜ひらく | 石坂まさを   | 曽根幸明     | 小谷充                          | TP-10075   |
| 8            | 1976年 10月 | B面        | ジョナサン音頭         | 剱持貴司     | 松木優晴     | 松木優晴                        | TP-10075   |
| 9            | 1978年 7月  | A面        | マン・マン・マーチ     | 保富康午     | 小林亜星     | 馬飼野康二                      | TP-10397   |
| 9            | 1978年 7月  | B面        | 坊やどこいくの         | 保富康午     | 小林亜星     | 馬飼野康二                      | TP-10397   |

## 後任
愛川の死後、声優としての持ち役を引き継いだ人物は以下の通り。 
- 中尾隆聖 （『お熱いのがお好き』- ジェリー / ダフネ 役 ※WOWOW版追加部分のみ）
- チョー（『ハクション大魔王2020』- それからおじさん 役）

### アルバム
- 愛川欽也の一所懸命（1973年／JDX-7012）「村はずれ」収録
- 欽也一夜物語（1975年／SOLL-128）「死ね死ねブルース」収録

### 作詞のみ
- あの道 この道（2013年、avex trax） - R246（うつみ宮土理・古賀義弥）のデュオ。

### タイアップ曲
| 年     | 楽曲                   | タイアップ                                   |
| ------ | ---------------------- | -------------------------------------------- |
| 1974年 | さよならモロッコ       | 東宝映画「さよならモロッコ」サウンドトラック |
| 1974年 | 愛のエトランゼ         | 東宝映画「さよならモロッコ」サウンドトラック |
| 1975年 | 一番星ブルース         | 東映映画「トラック野郎シリーズ」主題歌       |
| 1976年 | トラック音頭           | 東映映画「トラック野郎・望郷一番星」挿入歌   |
| 1976年 | キンキンの夢は夜ひらく | 東映映画「トラック野郎シリーズ」挿入歌       |
| 1976年 | ジョナサン音頭         | 東映映画「トラック野郎シリーズ」挿入歌       |